# Cyprysy (obrazy Vincenta van Gogha)
Cyprysy (hol. Cypressen, ang. Cypresses) – obraz Vincenta van Gogha namalowany w czerwcu 1889 podczas pobytu artysty w miejscowości Saint-Rémy.
Nr kat.: F 613, JH 1746.

## Historia
Podczas pobytu w szpitalu psychiatrycznym Saint-Paul-de Mausole van Gogh namalował serię obrazów przedstawiających cyprysy; ich powykręcane kształty, przypominające płomienie, miały związek ze stanem jego niespokojnego umysłu.
Latem 1889 tak pisał on w liście do brata:
Cyprysy pociągają mnie nieodparcie. Będę próbował wykorzystać je jako motyw malując je tak, jak przedtem moje słoneczniki, bo zadziwia mnie, że nikt przedtem nie malował ich tak, jak je widzę. W swoich liniach i proporcjach są tak piękne, jak egipskie obeliski.

## Opis
W obrazie Cyprysy jedynym tematem są drzewa. Zajmują one niemal całą lewą połowę płótna. Malowane krętymi pociągnięciami pędzla wyciągają swe bujne konary niczym zielone płomienie tak mocno w górę, iż wydaje się, że ramy obrazu nie są w stanie powstrzymać ich nieokiełznanych ruchów – wierzchołek pierwszego cyprysu nie zmieścił się na obrazie.
Czysta natura, siła rośliny, jej ruch i nieugięta energia jawią się tu niczym wydarzenie kosmiczne. W każdym razie zdaje się na to wskazywać sierp księżyca wschodzącego na jasnym nocnym niebie.